# Никоарэ, Василе
Василе Николаэ Никоарэ (рум. Vasile Nicolae Nicoară; 13 июня 1937, Галац — 1978) — румынский гребец-байдарочник, выступал за сборную Румынии на всём протяжении 1960-х годов. Участник двух летних Олимпийских игр, трёхкратный чемпион мира, семикратный чемпион Европы, победитель многих регат национального и международного значения.

## Биография
Василе Никоарэ родился 13 июня 1937 года в городе Галац.
В возрасте 23 лет благодаря череде удачных выступлений удостоился права защищать честь страны на летних Олимпийских играх 1960 года в Риме — стартовал здесь в паре с Меркурие Ивановым в двойках на тысяче метрах, но сумел дойти лишь до стадии полуфиналов, где финишировал пятым позади экипажей из Венгрии, Швеции, Нидерландов и Бельгии.
Первого серьёзного успеха на взрослом международном уровне добился в сезоне 1961 года, когда попал в основной состав румынской национальной сборной и побывал на чемпионате Европы в польской Познани, откуда привёз награды бронзового и серебряного достоинства, выигранные в зачёте одиночных байдарок на дистанциях 500 и 1000 метров. Два года спустя выступил на чемпионате мира в югославском Яйце, на котором также разыгрывалось европейское первенство. В итоге четырежды поднимался здесь на пьедестал почёта, в том числе завоевал три золотые медали (в эстафете 4 × 500 м, в двойках на пятистах и тысяче метрах) и одну серебряную медаль (в четвёрках на тысяче метрах).
Будучи одним из лидеров гребной команды Румынии, Никоарэ благополучно прошёл квалификацию на Олимпийские игры 1964 года в Токио — на сей раз выступал в километровой дисциплине байдарок-двоек совместно с новым напарником Хараламбие Ивановым, дошёл до финальной стадии турнира, но в решающем заезде показал лишь четвёртый результат, остановившись в шаге от призовых позиций — лучше него оказались экипажи из Швеции, Нидерландов и Германии.
После токийской Олимпиады Василе Никоарэ остался в основном составе румынской национальной сборной и продолжил принимать участие в крупнейших международных регатах. Так, в 1965 году он выступил на домашнем чемпионате Европы в Бухаресте, где одержал победу во всех четырёх дисциплинах, в которых участвовал: в эстафете, километровой и полукилометровой гонках двоек, километровой гонке четвёрок. Последний раз показал сколько-нибудь значимый результат на международной арене в сезоне 1966 года, когда на мировом первенстве в Восточном Берлине совместно с такими гребцами как Хараламбие Иванов, Атанасие Счотник и Аурел Вернеску получил бронзовую медаль в программе эстафеты 4 × 500 м.
Умер в 1978 году.